# Göran Seyfarth

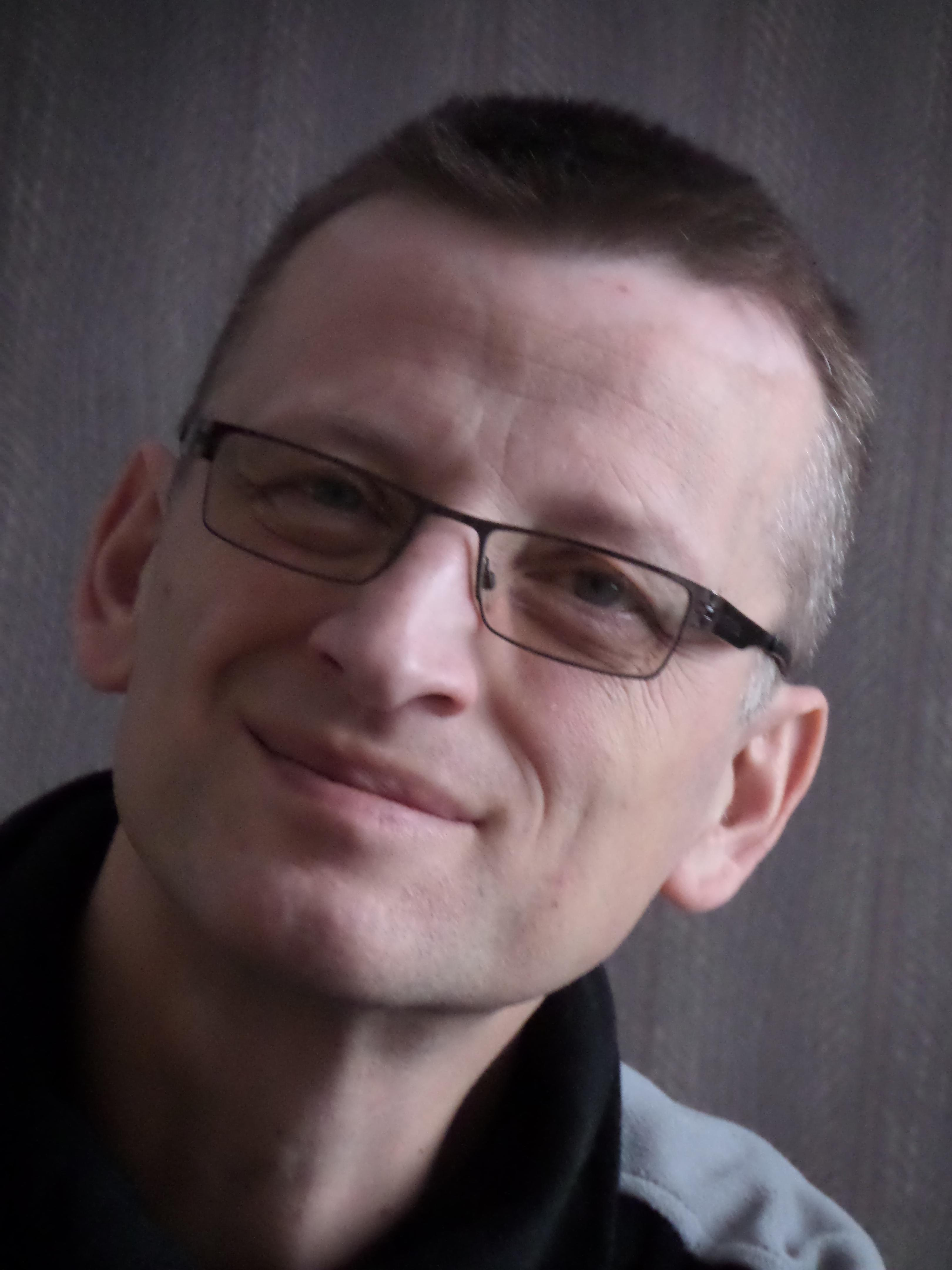
Göran Seyfarth, 2015

Göran Seyfarth (* 22. August 1965 in Zwickau) ist ein deutscher Buchautor und Journalist.
Bekannt wurde Seyfarth mit seinen regelmäßigen satirischen Beiträgen in der Rubrik Die letzte Spalte der DDR-Gewerkschaftszeitung „Tribüne“ in den Jahren 1987 bis 1990. Im Jahre 1993 veröffentlichte er im „Zwickauer Heimatjournal“ eine Arbeit zur Zeitungsgeschichte Westsachsens. Seit 2015 schreibt er zu touristischen Themen.
Seyfarth lebt in Zwickau und ist Vater einer Tochter.

## Werke
- Erzgebirge/Vogtland: die 99 besonderen Seiten der Region. Mitteldeutscher Verlag, Halle (Saale) 2015, ISBN 978-3-95462-454-6.
- Thüringen: die 99 besonderen Seiten der Region. Mitteldeutscher Verlag, Halle (Saale) 2016, ISBN 978-3-95462-631-1.
- Taunus. Mitteldeutscher Verlag, Halle (Saale) 2017, ISBN 978-3-95462-808-7.
- Gotha. Mitteldeutscher Verlag, Halle (Saale) 2017, ISBN 978-3-95462-921-3.
- Rheingau. Mitteldeutscher Verlag, Halle (Saale) 2018, ISBN 978-3-95462-955-8.
- 50 sagenhafte Naturdenkmale in Thüringen. Steffen Verlag, Berlin 2019, ISBN 978-3-95799-070-9.
- 50 sagenhafte Naturdenkmale im Harz. Steffen Verlag, Berlin 2021, ISBN 978-3-95799-106-5.
- Goethe für die Hosentasche. Steffen Verlag, Berlin 2021, ISBN 978-3-95799-103-4.
- 50 sagenhafte Naturdenkmale der Metropolregion Rhein-Ruhr. Steffen Verlag, Berlin 2022, ISBN 978-3-95799-121-8.
- Das Kulturhaus (Roman), Omnino Verlag, Berlin 2025, ISBN 978-3-95894-326-1.

## Beiträge in anderen Werken
- Zwickauer Heimatjournal 1993-1998, Buchverlag König, Greiz 2010, ISBN 978-3-939856-78-8
- Vogtländisches Blutbad, Wellhöfer Verlag, Mannheim 2015, ISBN 978-3-95428-172-5

| Personendaten    | Personendaten        |
| ---------------- | -------------------- |
| NAME             | Seyfarth, Göran      |
| KURZBESCHREIBUNG | deutscher Journalist |
| GEBURTSDATUM     | 22. August 1965      |
| GEBURTSORT       | Zwickau              |